# JAM Dancehall
Die JAM Dancehall war eine Diskothek im Zentrum von Leipzig. Sie befand sich in der Großen Fleischergasse 12, zugehörig zum geschichtsträchtigen Gebäudekomplex der Runden Ecke, der eigentlich von der Stadt Leipzig und früher vom Ministerium für Staatssicherheit genutzt wurde. Das JAM eröffnete am ersten Dezember-Wochenende 1997 und existierte bis zum 25. Mai 2002.

## Geschichte
Der Vorgänger des JAM, die Diskothek U2 (YouToo) eröffnete 1992 und existierte bis Ende 1997, danach wurden die Räumlichkeiten saniert und umgebaut. Das neue Konzept "JAM Dancehall" feierte am 5. Dezember 1997 Eröffnung. Nach einiger Zeit machte sich das JAM auch über Leipzig hinaus einen Namen und gewann mehr und mehr an Bedeutung für die Electro-, Musik- und Techno-Szene.
Ab 1999 folgten die ersten bekannten DJs dem Ruf des JAM und zunehmend wurden auch Star-DJs wie Blank & Jones, Kai Tracid, DJ Talla, Marc Spoon, Dr. Motte, Westbam, Mario Lopez, ATB u. v. a. eingeladen.
Mit dem Beginn des Jahres 2000 begann die regelmäßige Live-Übertragung ins öffentliche Radio des Senders Energy Sachsen UKW 99,8 MHz – immer in der Nacht von Samstag zu Sonntag von 0.00 bis 4.00 Uhr unter dem Namen „Energy Dancehall – live aus der JAM Dancehall Leipzig“. Traditionelle Abi-Jahrgangsparties bzw. eine halbjährliche Oberstufenparty waren einzigartig in der Discotheken-Branche Leipzigs. Das JAM gewann somit an Bekanntheit und Einfluss auf die Jugend-Generation in Sachsen.
Nach Eigentümer-Konflikten schloss die Merkur Gastro GmbH das JAM trotz nach wie vor hohen Besucherzahlen im Mai 2002. Die nachfolgende Einrichtung YouToo konnte nicht an die Erfolge des Jam anknüpfen und musste ebenfalls ein Jahr später schließen. Letzter Mieter war bis 2016 die Diskothek Alpenmax. Ab 2007 gab es mehrere JAM-Memorial-Parties in einer anderen Leipziger Discothek am Stadtrand.
Die Resident-DJs waren Jens Maiwald und DJ Loop.

## Bedeutung
Das Jam war groß genug um pro Woche 1500 Gäste empfängen zu können und bot neben dem Main-Floor für elektronische Musik einen kleineren Floor für Black-Music und im Sommer zusätzlich eine große Terrasse für Open-Air Events im Innenhof des Gebäudekomplexes. Dadurch wurde die maximale Gästezahl am 30. April 2001 mit rund 1900 Gästen erreicht.

## Technik
Das JAM war nicht nur musikalisch Vorreiter, sondern auch in Sachen Ausstattung und Technik auf dem neuesten Stand. Die Laserphysics 300 mW Weißlicht waren damals eine Neuheit in Discotheken sowie ein SAFEX Pyrotechniksystem für Special-Effects. Liveübertragung über ISDN am Pult.
Ein Karten-System zur Bezahlung der eigenen „Gast-Rechnung“ war damals noch neu in Diskotheken der Region.